# A Szent Szövetség kongresszusai

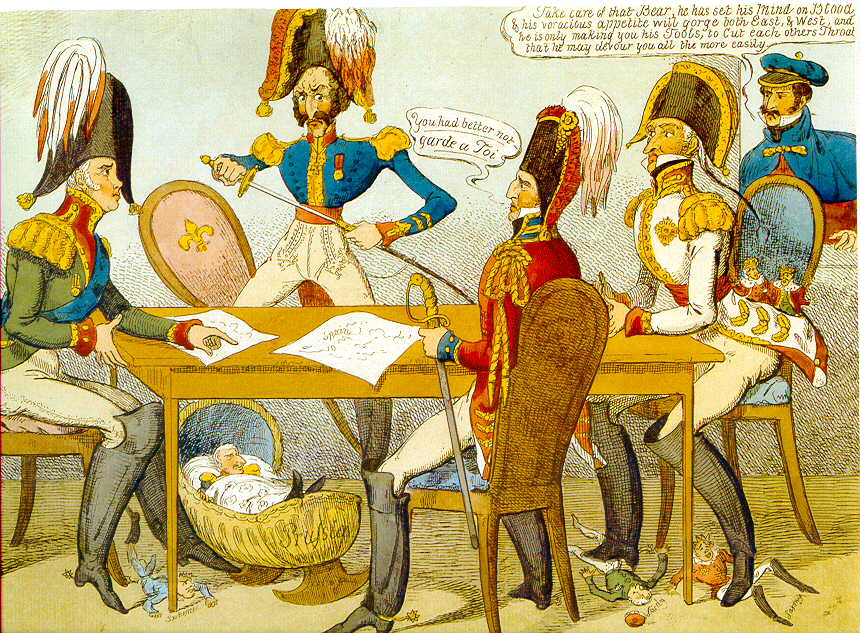
Karikatúra (Veronai kongresszus, 1822. október)

1815. szeptember 26-án I. Sándor orosz cár, I. Ferenc osztrák császár és magyar király, valamint III. Frigyes Vilmos porosz király aláírta a Szent Szövetség alapítóokmányát. November 20-án Anglia csatlakozásával létrejött a négyes szövetség, amelyben a nagyhatalmak megegyeztek, hogy időközönként találkoznak egymással, megtárgyalják a vitás ügyeket, és a béke érdekében rendszabályokat hoznak létre. Ebből a megállapodásból született meg az úgynevezett szent szövetségi kongresszusok kora.

## Aacheni kongresszus (1818. szeptember)
A konferencia legfőbb témája Franciaország volt, amely a második párizsi békében rá kiszabott jóvátételt kifizette, ezért megszüntették az ország katonai megszállását, nagyköveti konferenciáit, így ismét nagyhatalommá válhatott.
Porosz részről felvetették egy nemzetközi haderő felállítását, az orosz cár pedig a belügyekbe való beavatkozást akarta elfogadtatni. A résztvevők mindkét javaslatot elvetették.

## Troppaui kongresszus (1820. október)
A kongresszus előzményei a spanyol, illetve itáliai lázadások, felkelések voltak. A kongresszus összehívását I. Sándor szorgalmazta, ugyanis szeretett volna beavatkozni a spanyol belügyekbe. Metternich a többi nagyhatalom támogatását kérte, hogy Itáliában az osztrákok teremthessenek rendet. Mivel ezen a kongresszuson az angolok és a franciák csak megfigyelőként voltak jelen, az oroszoknak sikerült keresztülvinni a belügyekbe való beavatkozást.

### Troppaui megállapodás
1820. november 19-én írta alá Oroszország, Ausztria és Poroszország a troppaui megállapodást, amely a politikai status quo fenntartására irányult. Az egyezmény kimondta, hogy az európai szövetség bármelyik országában a forradalom által felborított rendet helyre kell állítani, továbbá kimondták a legitimáció elvét, mely az esetleges forradalmi kormányok, uralkodók által bitorolt hatalom jogtalanságát mondta ki. Az egyezményt az angolok és a franciák nem támogatták.

## Laibach-i kongresszus (1821. január)
1821 januárjában zajlott, ide Anglia már megfigyelőt sem küldött. Az itáliai rendcsinálásra a kongresszus Ausztriának adott engedélyt. Márciusban bevonultak az osztrák csapatok Nápolyba, ahol hét évig maradtak, és időközben leverték a piemonti felkelést is.

## Veronai kongresszus (1822. október)
A Szent Szövetség utolsó kongresszusának legfőbb kérdése az volt, hogy sikerül-e fenntartani a nagyhatalmak koalícióját a spanyol forradalom megoldásában. Angliának jó gazdasági kapcsolatai voltak Spanyolországgal, és különösen a függetlenségre törekvő dél-amerikai térséggel. Ezért figyelmeztette a kongresszust, hogy a spanyolországi rendcsinálás nem terjedhet ki Dél-Amerikára. Dél-Amerika kérdése megosztotta a nagyhatalmakat, Oroszország ugyanis a spanyol uralmat kívánta fenntartani, a franciák pedig Bourbon-uralkodók irányítása alatt álló monarchiákat akartak létrehozni. Az angolok nem támogatták a franciák latin-amerikai ambícióit, és az Amerikai Egyesült Államokkal is hajlandók voltak szövetkezni a többi európai nagyhatalom ellen az ügy érdekében.
Az amerikaiak azonban elutasították a közeledést, ugyanis tartottak attól, hogy ez a lépés az angoloktól való függést mutatná. Így született meg az úgynevezett Monroe-elv, mely szerint az európaiak dél-amerikai beavatkozását Washington az Egyesült Államokkal szembeni barátságtalan lépésnek tekintené.
A latin-amerikai kérdés a nagyhatalmakat különösen nem foglalkoztatta, csak másodlagos kérdés volt.